# Bjorn Haneveer
Bjorn Haneveer (ur. 4 września 1976 w Turnhout) – belgijski snookerzysta zawodowy, także komentator meczów snookerowych dla holenderskiego Eurosportu.

## Kariera zawodowa
Karierę zawodowego snookerzysty Bjorn Haneveer rozpoczął w 1993 roku.
Sześciokrotnie w swojej karierze zdobywał tytuł snookerowego mistrza Belgii – po raz ostatni w maju 2007 roku, pokonując Patricka Delsemme’a.
Podczas turnieju World Games (zwanego również Igrzyskami Sportów Nieolimpijskich) rozgrywanego w Akita (Japonia), Bjorn Haneveer zdobył złoty medal w kategorii snooker mężczyzn – indywidualnie. Cztery lata później, w 2005 roku w Duisburgu (Niemcy) w tej samej kategorii udało mu się wywalczyć medal brązowy.
Podczas snookerowych mistrzostw Europy w 2003 roku, rozgrywanych w Bad Wildungen (Niemcy) wbił swojego pierwszego i jak dotąd jedynego breaka maksymalnego.
Bjorn Haneveer jest uważany za najlepszego snookerzystę belgijskiego. Grał w Main Tourze przez wiele lat, a jego najlepszy wynik w światowym rankingu snookerowym to 53. miejsce w sezonie 2004/2005.